# Bagarres (film)
Pour les articles homonymes, voir Bagarre.
Pour plus de détails, voir Fiche technique et Distribution.
Bagarres est un film français réalisé par Henri Calef d'après un roman de Jean Proal et sorti en 1948.

## Synopsis
Carmelle est une servante de ferme, mais aussi une femme magnifique, qui rêve d'une vie plus confortable. Sur les conseils de celui qu'elle aime, Jacques, un garçon sans le sou, elle parvient à charmer un riche et vieux fermier, Rabasse, et devient sa maîtresse et sa légatrice universelle. Rabasse meurt rapidement et Carmelle, désormais libre et riche, devient l'objet des convoitises des hommes du village.

## Fiche technique
- Titre : Bagarres
- Réalisation : Henri Calef, assisté de Jacques de Casembroot
- Scénario : André Beucler, d'après le roman éponyme de Jean Proal[1]
- Décors : Serge Piménoff
- Photographie : Michel Kelber
- Montage : Marguerite Renoir
- Son : Joseph de Bretagne
- Musique originale : Joseph Kosma
- Production : Georges Legrand
- Société de production :  Productions Georges Legrand
- Directeur de production : René Jaspard
- Pays d'origine :  France
- Couleur : noir et blanc
- Genre : Drame
- Durée : 95 minutes
- Date de sortie : 
  - France : 5 novembre 1948

## Distribution
- Maria Casares : Carmelle
- Roger Pigaut : Antoine
- Jean Murat : Baptiste
- Jean Brochard : Rabasse
- Marcel Mouloudji : Angelin
- Jean Vinci : Gino
- Jean-Claude Malouvier : Jacques
- Claire Guibert : Lucienne
- Orane Demazis : Martha
- Édouard Delmont : Giuseppe
- Jean Vilar : L'innocent
- Charles Lemontier : M. Leroux
- Pierrette Caillol : Mme Leroux
- Henri Poupon : Le facteur
- Jean-François Martial : Le cabaretier
- Louise Fouquet : La cabaretière